# Jan Kromkamp
Jan Kromkamp (Makkinga, 17 augustus 1980) is een Nederlands voormalig betaald voetballer. Hij was van 1998 tot en met 2013 actief voor Go Ahead Eagles, AZ, Villarreal, Liverpool en PSV. Hij werd met PSV twee keer Nederlands landskampioen en won met Liverpool één keer de FA Cup. Kromkamp speelde van 2004 tot en met 2006 elf interlands in het Nederlands voetbalelftal.

## Clubcarrière
Kromkamp groeide het grootste gedeelte van zijn jeugd op in Ugchelen. Hij speelde in zijn jeugd bij AGOVV tot hij werd opgenomen in de jeugd van Go Ahead Eagles. Hiervoor debuteerde hij op 12 september 1998 in het betaald voetbal, tijdens een wedstrijd in de Eerste divisie tegen TOP Oss. Kromkamp viel na 72 minuten in voor Hendrie Krüzen. Go Ahead won met 3–0. Hij speelde twee seizoenen voor Go Ahead Eagles toen hij werd aangetrokken door AZ.
Bij AZ veroverde Kromkamp ook een basisplaats en kwam hij in vijf seizoenen tot 133 competitiewedstrijden in de Eredivisie. In het seizoen 2003/04 was hij een van de zes spelers die in alle 34 competitieduels in actie kwamen, van de eerste tot en met de laatste minuut. In zijn laatste seizoen bij AZ (2004/05) behaalde hij met de Alkmaarse club de halve finale van het toernooi om de UEFA Cup. Kromkamp miste door een blessure beide wedstrijden hiervan. In de kwartfinale speelde Kromkamp wel mee in de wedstrijden waarin AZ Villarreal uitschakelde. Enkele maanden later tekende hij een contract bij die club.
In de zomer van 2005 tekende Kromkamp zijn eerste contract bij een buitenlandse club, bij Villarreal. Dat had zich in het voorgaande seizoen geplaatst voor de UEFA Champions League. Hij kwam er zelden aan spelen toe en vertrok in december 2005 Liverpool. Hij speelde op 7 januari 2006 zijn eerste wedstrijd voor de Engelse club, een duel uit bij Luton Town in de FA Cup. Liverpool en hij wonnen dat jaar het toernooi, maar Kromkamp drong ook hier niet door tot de basiself.
Kromkamp verruilde Liverpool aan het begin van het seizoen 2006/07 voor PSV. Hij werd in zijn eerste twee seizoenen bij de Eindhovense club twee keer Nederlands landskampioen. Hij speelde in zijn eerste seizoen 28 en in het tweede 26 van de 34 competitiewedstrijden. Kromkamps eerste goal voor PSV (en enige in het seizoen 2006/07) maakte hij 18 oktober 2006 in een met 1–2 gewonnen wedstrijd uit bij Galatasaray, in de Champions League. Kromkamp maakte de 1-1. Hij maakte op 23 januari 2008 zijn eerste competitiedoelpunt voor PSV, tegen Sparta Rotterdam. Kromkamp maakte de 2-0 in een met 3-1 gewonnen partij. Vanaf 2009 verdween hij, mede door blessures, steeds meer uit beeld in Eindhoven.
Go Ahead Eagles maakte op dinsdag 22 februari 2011 bekend dat Kromkamp met ingang van het seizoen 2011/12 weer het shirt van de club uit Deventer zou dragen. Naar verluidt kreeg hij hier ook de kans zijn eerste stappen te zetten in een mogelijke trainerscarrière. Op 23 juni 2013 maakte Kromkamp bekend te stoppen als profvoetballer, mede door aanhoudend blessureleed.
Krompkamp is sinds de zomer van 2020 hoofdtrainer van het eerste bij CSV Apeldoorn. Hij werd in het seizoen 2021/2022 kampioen van de Eerste klasse D, daardoor promoveerde de club naar de Vierde Divisie. In januari van 2023 werd bekend dat Kromkamp een nieuw contract heeft getekend bij de club durend tot en met 2026.

## Clubstatistieken
| Seizoen | Club            | Competitie       | Duels | Goals |
| ------- | --------------- | ---------------- | ----- | ----- |
| 1998/99 | Go Ahead Eagles | Eerste divisie   | 28    | 1     |
| 1999/00 | Go Ahead Eagles | Eerste divisie   | 33    | 4     |
| 2000/01 | AZ              | Eredivisie       | 25    | 2     |
| 2001/02 | AZ              | Eredivisie       | 22    | 1     |
| 2002/03 | AZ              | Eredivisie       | 25    | 2     |
| 2003/04 | AZ              | Eredivisie       | 34    | 0     |
| 2004/05 | AZ              | Eredivisie       | 27    | 1     |
| 2005/06 | Villarreal      | Primera División | 6     | 0     |
| 2005/06 | Liverpool       | Premier League   | 13    | 0     |
| 2006/07 | Liverpool       | Premier League   | 1     | 0     |
| 2006/07 | PSV             | Eredivisie       | 28    | 0     |
| 2007/08 | PSV             | Eredivisie       | 26    | 1     |
| 2008/09 | PSV             | Eredivisie       | 12    | 0     |
| 2009/10 | PSV             | Eredivisie       | 2     | 0     |
| 2010/11 | PSV             | Eredivisie       | 0     | 0     |
| 2011/12 | Go Ahead Eagles | Eerste divisie   | 26    | 0     |
| 2012/13 | Go Ahead Eagles | Eerste divisie   | 8     | 0     |
| Totaal  | Totaal          |                  | 316   | 12    |

## Interlandcarrière
Kromkamp debuteerde op 18 augustus 2004 in het Nederlands voetbalelftal, tijdens een oefeninterland tegen Zweden (2-2). Die wedstrijd debuteerden ook Romeo Castelen, Collins John en Dave van den Bergh. Hij speelde in totaal elf interlands, waarvan zeven vriendschappelijk en vier in de kwalificatiereeks voor het WK 2006.

## Erelijst
| Competitie           | Aantal    | Jaren            |           |           |
| Liverpool            | Liverpool | Liverpool        | Liverpool | Liverpool |
| -------------------- | --------- | ---------------- | --------- | --------- |
| FA Cup               | 1×        | 2005/06          |           |           |
| PSV                  |           |                  |           |           |
| Kampioen Eredivisie  | 2×        | 2006/07, 2007/08 |           |           |
| Johan Cruijff Schaal | 1×        | 2008             |           |           |

## Incident
- Kromkamp werd op 26 mei 2007 na afloop van een vriendschappelijke wedstrijd tussen PSV en VV Acht mishandeld door twee mannen. Hij liep een gebroken neus en jukbeen en beschadiging aan een oogkas op. Kromkamp was na afloop van de wedstrijd, die om 19:00 uur eindigde, een biertje gaan drinken op het feest. Om 23:15 uur ging hij naar huis en werd hij op een (afgelegen) parkeerplaats mishandeld. De daders, twee achttienjarige inwoners van Eindhoven, werden door de rechter veroordeeld tot een werkstraf van 200 uur en een voorwaardelijke celstraf van één maand.